# Adaptation scolaire et scolarisation des élèves handicapés
Pour les articles homonymes, voir ASH.
 (juillet 2022).
L'adaptation scolaire et la scolarisation des élèves en situation de handicap (ASH) est un programme du système éducatif français.
En fonction du handicap, mais surtout de la (ou des) situation(s) de handicap rencontrée par l'élève, son intégration scolaire peut nécessiter une aide humaine ou matérielle. 

L'aide humaine consiste en un accompagnement de l'élève, sur du temps scolaire, dans la classe ou dans l'établissement (lors des changements de classes), ainsi que sur du temps péri-scolaire (cantine, récréation, étude, garderie) par une AESH (accompagnante d'élèves en situation de handicap), anciennement AVS (auxiliaire de vie scolaire). C'est une personne s'occupant de l'accompagnement, de la socialisation, de la sécurité et de la scolarisation d'enfants en situation de handicap ou présentant un trouble de santé invalidant. Son travail s'effectue dans la classe en collaboration avec l'enseignant.

L'aide matérielle consiste en la fourniture de matériel informatique (ordinateur et des logiciels utiles à l'élève, scanner, liseuse...), de matériel pédagogique, de mobilier adapté...

## Adaptation scolaire en classe ordinaire
Tout enfant a le droit à une scolarisation en milieu ordinaire[réf. souhaitée]. Dans le cas d'un handicap, la scolarisation en milieu ordinaire est possible grâce à des moyens matériels ou humains qui facilitent l'intégration de l'élève.

### P.A.I: Projet d'Accueil Individualisé
Le P.A.I est mis en place pour les enfants atteints de troubles de la santé comme des allergies ou encore des pathologies chroniques tel que l'asthme. Celui-ci leur permet de suivre une scolarité ordinaire. Pour qu'un élève puisse bénéficier d'un P.A.I., la famille ou le chef d'établissement doit en faire la demande en concertation avec le médecin scolaire qui est chargé de sa rédaction.

### P.A.P: Plan d'Accompagnement personnalisé
Le P.A.P concerne les élèves présentant des troubles des apprentissages. Ce plan permet de mettre en place des adaptations et des aides pédagogiques. Ainsi, un élève peut avoir la possibilité d'utiliser son ordinateur personnel pendant les cours. Le P.A.P doit être réévalué tous les ans afin de mettre de nouveaux aménagements en place si cela s'avère nécessaire. Pour ce faire, la famille doit être en accord avec l'équipe éducative qui est chargée de son élaboration.

### P.P.R.E: Programme Personnalisé de Réussite Éducative
Le P.P.R.E touche les élèves qui risquent de ne pas posséder les compétences et les connaissances du socle commun. Ce programme est conseillé par l'équipe pédagogique et ne peut être réalisé que si les parents et l'enfant acceptent. Les difficultés sont généralement  repérées lors des évaluations du CE1 au CM2. Il concerne principalement les mathématiques  et le français. Le PPRE a une durée indéfinie, il peut être modifiable selon les compétences, acquises ou non, par l'élève. Ce programme est essentiel pour les élèves redoublants ou pour un éventuel redoublement.

### P.P.S: Projet Personnalisé de Scolarisation
Le PPS concerne les élèves présentant un handicap défini par la loi du 11 février 2005, à savoir

"Toute limitation d'activité ou restriction de participation à la vie en société subie dans son environnement par une personne en raison d'une altération substantielle, durable ou définitive d'une ou plusieurs fonctions physiques, sensorielles, mentales, cognitives, psychiques, d'un polyhandicap ou d'un trouble de santé invalidant ".
La demande de mise en place du PPS doit être effectuée auprès de la MDPH (Maison Départementale des Personnes Handicapées). Si le PPS est accordé par la CDAPH (Commission des Droits et de l'Autonomie des Personnes Handicapées), "l'équipe éducative (enseignant, enseignant référent, personnels médicaux et sociaux, AESH) en lien avec l'élève handicapé et ses parents" peut avoir recours au GEVA-Sco afin d'évaluer les compétences et les besoins de l'élève. 

Grâce au PPS, les élèves concernés peuvent bénéficier d'aides matérielles, pédagogiques et humaines.
L'enseignant référent joue un rôle primordial dans le bon fonctionnement du PPS. En effet, il est le noyau entre les différents protagonistes.

## Scolarisation avec appui de dispositifs spécialisées
Des ULIS, unités localisées pour l'inclusion scolaire, existent en école, collège et lycée.

### ULIS école
Il existe quatre catégories d'ULIS selon le handicap qu'elle accueille :
- ULIS 1 : troubles des fonctions cognitives ou mentales.
- ULIS 2 : troubles de la fonction auditive.
- ULIS 3 : troubles de la fonction visuelle.
- ULIS 4 : handicap moteur.
Il peut exister également des ULIS pour les troubles envahissant du développement ou l'autisme.
L'orientation d'un élève vers une ULIS est réalisée seulement si l'élève n'a plus les capacités nécessaires pour suivre les cours en classe ordinaire malgré des mesures de compensation et des aides apportées. La famille doit saisir la CDAPH pour que l'enfant puisse entrer dans cette classe. La mise en place d'un PPS est obligatoire pour tout élève d'ULIS. Si l'élève a les capacités qui lui permettent de suivre certains cours en inclusion scolaire dans les autres classe, son emploi du temps est aménagé afin d'alterner les cours en Ulis et ceux en classe ordinaire. Pouvoir intégrer une autre classe, permet à l'élève d'effectuer des apprentissages au même rythme que les autres élèves. Chaque ULIS doit avoir un projet pédagogique spécifique qui doit être intégré au projet de l'établissement.
Les cours sont menés par un enseignant spécialisé. Il adapte son enseignement en fonction de chaque élève et de leurs compétences. L'enseignant doit ainsi tenir compte du PPS de chacun d'eux. Les cours ne sont pas organisés comme dans les classes ordinaires, les méthodes et les supports sont différents. L'enseignant passe le plus souvent par la pratique, les jeux et l'audiovisuel. Cela permet de capter l'attention des enfants et leur donner envie de découvrir de nouvelles choses. L'ULIS permet aux enfants  de progresser et d'apprendre les fondamentaux à leur rythme.

### ULIS collège
Le plus souvent, les élèves issus d'ULIS école poursuivent leur scolarité en ULIS collège. Pour les autres ayant débuté leur scolarisation en classe ordinaire, la demande de réorientation en ULIS doit être faite par les parents, ce qui amène à une réunion de l'équipe éducative puis à une réunion de l'équipe de suivi. La demande doit ensuite passer par l'équipe pluridisciplinaire avant que la demande soit acceptée par la CDAPH. En plus d'un PPS , un PPO (projet personnalisé d'orientation) est mis en place pour favoriser son insertion professionnelle. Elle accueille les adolescents de 11 à 16 ans pour une durée maximum de 4 ans. De plus, le nombre d'élèves autorisés ne doit pas dépasser 10.
Les collégiens possèdent un LPC (Livret Personnel de Compétences) où sont indiquées les compétences et les connaissances qu'il devront acquérir à la fin de leur scolarité. Ils auront l'occasion d'effectuer des stages en entreprise ou en IME (institut médico-éducatif). Les élèves ont également la possibilité de passer les épreuves du Diplôme national du brevet ou le certificat de formation générale.

## Historique
Depuis la rentrée scolaire 2006, l'ASH remplace l'AIS (adaptation et intégration scolaire), les dispositifs créés sont dorénavant dissociés de ceux existants concernant la grande difficulté scolaire (ne relevant pas nécessairement d'une situation de handicap). Il s'agissait de structures de l'Éducation nationale française qui accueillaient des enfants en grande difficulté scolaire ou en situation de handicap. De telles classes spécialisées sont :[pas clair]
- en primaire : Ulis école depuis janvier 2016 anciennement dénommé CLIS, Classe pour l'Inclusion Scolaire ;
- dans le secondaire : SEGPA : section enseignement général et professionnel adapté
- EREA, établissement régional d'enseignement adapté ;
- UPI ou ULIS : unité pédagogique d'intégration.

Des établissements spécialisés existent encore pour de nombreux types de handicap.

## Textes de références
Les textes officiels qui définissent les dispositifs de scolarisation des enfants et adolescents handicapés sont la Loi handicap du 11 février 2005 [réf. nécessaire]ainsi que divers décrets, arrêtés et circulaires.

## Au Québec
Au Québec, l'adaptation scolaire est une spécialité de l'enseignement. Les enseignants en adaptation scolaire sont formés pour enseigner aux élèves handicapés, en difficulté d'adaptation ou d'apprentissage (EHDAA). Ces clientèles d'élèves regroupent notamment les troubles du comportement, les troubles envahissant du développement, les déficiences visuelles, auditives, motrices et intellectuelles. Les élèves ayant de retards et des troubles d'apprentissage font aussi partie des EHDAA.

### Décrochage scolaire au Québec
Malgré des efforts de financement, le taux de décrochage scolaire au Québec est resté stable au cours des dix dernières années (Institut du Québec).

### L’inclusion dans le sport comme levier de persévérance scolaire
L’inclusion des élèves EHDAA dans les activités sportives constitue un levier important pour favoriser leur rétention scolaire. Alexandre St-Vincent Villeneuve, enseignant en adaptation scolaire, a mis en place un projet visant à soutenir la persévérance scolaire de ses élèves. Plusieurs membres de son équipe juvénile, issus de l’adaptation scolaire, ont bénéficié de ce programme. Son initiative, intitulée "Les souliers de la persévérance", a été récompensée par une bourse de la Fondation Desjardins pour son impact positif (SorelTracy Magazine),.

### Politique de l'adaptation scolaire
C'est la Politique de l'adaptation scolaire, "Une école adaptée à tous ses élèves", adoptée en 1999, qui définit le cadre de ce champ de l'enseignement.La politique de l'adaptation scolaire de 1999 s'inscrit dans le contexte des changements proposés par le renouveau pédagogique. Elle vise à aider l'élève handicapé ou en difficulté d'adaptation ou d'apprentissage à réussir sur le plan de l'instruction, de la socialisation et de la qualification. Elle comporte une orientation fondamentale et six voies d'action que devrait privilégier le milieu scolaire pour aider l'élève à réussir. Les six voies d'action sont les suivantes :  
- Reconnaître l’importance de la prévention ainsi que d’une intervention rapide et s’engager à y consacrer des efforts supplémentaires
- Placer l’adaptation des services éducatifs comme première préoccupation de toute personne intervenant auprès des élèves handicapés ou en difficulté
- Mettre l’organisation des services éducatifs au service des élèves handicapés ou en difficulté en la fondant sur l’évaluation individuelle de leurs capacités et de leurs besoins, en s’assurant qu’elle se fasse dans le milieu le plus naturel pour eux, le plus près possible de leur lieu de résidence et en privilégiant l’intégration à la classe ordinaire
- Créer une véritable communauté éducative avec l’élève d’abord, ses parents puis avec les organismes de la communauté intervenant auprès des jeunes et les partenaires externes pour favoriser une intervention plus  cohérente et des services mieux harmonisés
- Porter attention à la situation des élèves à risque, notamment ceux qui ont une difficulté d’apprentissage ou relative au comportement, et déterminer des pistes d’intervention permettant de mieux répondre à leurs besoins et à leurs capacités
- Se donner des moyens d’évaluer la réussite éducative des élèves sur les plans de l’instruction, de la socialisation et de la qualification, d’évaluer la qualité des services et de rendre compte des résultats.

Les éléments clés de la politique sont les suivants:  
Intégration : « Cette politique assure l’intégration harmonieuse de chacun de ses élèves dans une classe ou un groupe ordinaire et aux autres activités de l’école lorsque l’évaluation de ses capacités et besoins démontre que cette intégration est de nature à faciliter ses apprentissages et son insertion sociale […] »
L’objectif de la Politique de l’adaptation scolaire est l’intégration des élèves HDAA dans les activités régulières de l’école. Cette approche vise le maintien de l’ensemble des élèves dans le milieu le plus naturel. L’ensemble des interventions est guidé par cet objectif.
Réussite éducative : « Le monde de l’éducation était alors invité à relever un défi de taille : faire prendre à l’éducation le virage du succès, et ce, en vue de passer de l’accès du plus grand nombre au succès du plus grand nombre. »
Afin de favoriser l’intégration de l’ensemble des élèves, la politique invite à reconnaitre la diversité des formes d’apprentissage et de réussite, des besoins et des capacités des élèves. Il n’est plus seulement question de réussite scolaire (résultats scolaires, réussite aux épreuves uniques), mais bien de réussite éducative (socialisation, qualification…).
Communauté éducative : « Créer une véritable communauté éducative avec l’élève d’abord, ses parents puis avec les organismes de la communauté intervenant auprès des jeunes et les partenaires externes pour favoriser une intervention plus cohérente et des services mieux harmonisés. »
Selon la politique, la réussite des élèves ne passe plus seulement par l’école. C’est l’ensemble des ressources de l’élève et de la communauté qui doit être mobilisé afin de favoriser leur réussite éducative. Ainsi, la politique met en place, par l’intermédiaire de la Loi sur l’instruction publique, divers mécanismes de concertation tel que le conseil d’établissement et le comité de parents ou le comité consultatif des services aux EHDAA. La politique prône l’ouverture de l’école à la communauté afin de faciliter et encourager l’implication des parents.
Prévention et intervention précoce : « Une intervention efficace et rapide dès les premières manifestations d’une difficulté ou même avant son apparition, constitue certainement la meilleure approche à préconiser […] »
La politique encourage à intervenir dès les premiers signes d’une difficulté mais aussi à favoriser un environnement flexible qui permet de répondre à la diversité des besoins des élèves dans le but de prévenir l’apparition même de ces difficultés. Ainsi, l’école doit se doter d’un projet éducatif qui cible des objectifs précis et propose des moyens afin d’éviter le développement ou l’aggravation de certaines problématiques, par exemple, les difficultés en lecture ou l’intimidation. L’école a aussi la responsabilité de développer des plans pour les périodes plus difficiles et propices à l’apparition de difficultés, notamment les plans de transition entre le primaire et le secondaire.
Finalement, le plan d’intervention est l’outil privilégié afin de répondre aux divers objectifs de la Politique de l’adaptation scolaire. Ce dernier permet de mettre en place des interventions adaptées aux besoins et capacités de l’élève, d’impliquer et de mobiliser l’ensemble des ressources de celui-ci et finalement, s’il est bien réalisé, d’agir rapidement.